# Admiralitás-szigeteki törpejégmadár
Az admiralitás-szigeteki törpejégmadár (Ceyx dispar) a madarak osztályának szalakótaalakúak (Coraciiformes) rendjébe és a jégmadárfélék (Alcedinidae) családjába tartozó faj.

## Rendszerezése
A fajt Lionel Walter Rothschild és Ernst Hartert írta le 1914-ben. Korábban ez a fajt is a melanéz törpejégmadár (Ceyx lepidus) 15 alfajának egyikeként sorolták be. 
Egy 2013-ban lezajlott molekuláris biológiai vizsgálatsorozat során kiderült, hogy a különböző szigeteken élő alfajok nagy mértékben különböznek egymástól genetikailag, így különálló fajokká minősítésük indokolt. Egyes szervezetek jelenleg is alfajként írják le, Ceyx lepidus dispar néven.

## Előfordulása
Pápua Új-Guineához tartozó Admiralitás-szigeteken honos. Természetes élőhelyi a szubtrópusi és trópusi síkvidéki esőerdők és cserjések, folyók és patakok környékén, valamint ültetvények.

## Megjelenése
Testhossza 14 centiméter, testtömege 20 gramm.

## Természetvédelmi helyzete
Az elterjedési területe kicsi, egyedszáma pedig csökken. A Természetvédelmi Világszövetség Vörös listáján mérsékelten fenyegetett fajként szerepel.